# Darevskia rudis
Espèce
Synonymes
- Lacerta depressa rudis Bedriaga, 1886
- Lacerta rudis Bedriaga, 1886
- Lacerta saxicola obscura Lantz & Cyren 1936
- Lacerta rudis macromaculata Darevsky, 1967
- Lacerta rudis bischoffi Bohme & Budak, 1977
- Lacerta rudis svanetica Darevsky & Eiselt, 1980
- Lacerta rudis chechenica Eiselt & Darevsky, 1991

Statut de conservation UICN

 LC  : Préoccupation mineure
Darevskia rudis est une espèce de sauriens de la famille des Lacertidae.

## Répartition
Cette espèce se rencontre en Géorgie, en Arménie, en Azerbaïdjan, en Ciscaucasie en Russie et dans le nord de la Turquie. Elle est présente jusqu'à 2 000 m d'altitude.

## Liste des sous-espèces
Selon The Reptile Database (3 août 2013) :

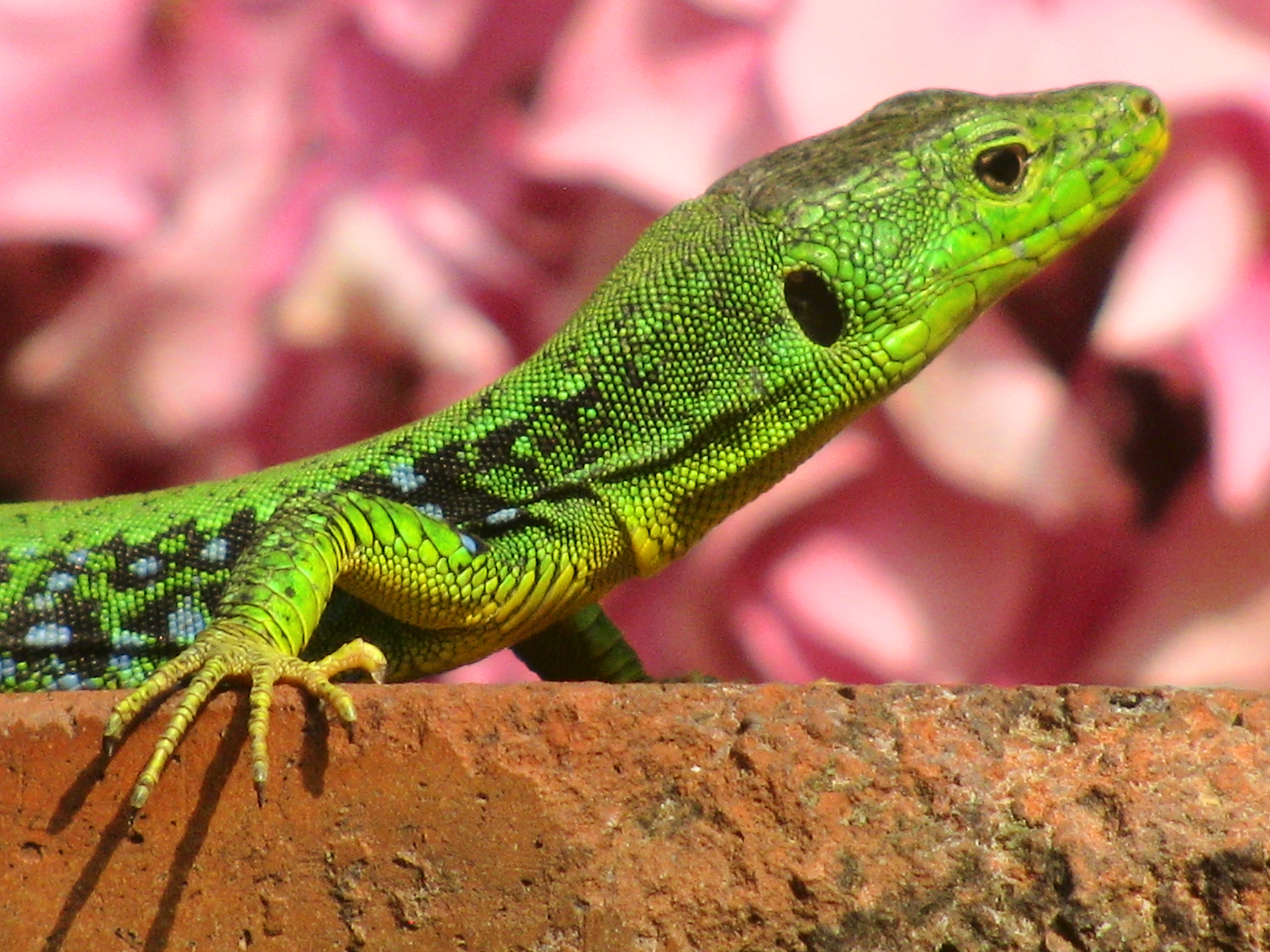
Gros plan sur la tête.

- Darevskia rudis bischoffi (Böhme & Budak, 1977)
- Darevskia rudis bolkardaghica Arribas, Ilgaz, Kumlutaş, Durmuş, Avci & Üzüm, 2013
- Darevskia rudis chechenica (Eiselt & Darevsky, 1991)
- Darevskia rudis macromaculata (Darevsky, 1967)
- Darevskia rudis mirabilis Arribas, Ilgaz, Kumlutaş, Durmuş, Avci & Üzüm, 2013
- Darevskia rudis obscura (Lantz & Cyrén, 1936)
- Darevskia rudis rudis (Bedriaga, 1886)
- Darevskia rudis svanetica (Darevsky & Eiselt, 1980)

## Taxinomie
Selon Ryabinina, et al. en 2003 Darevskia rudis obscura et Darevskia rudis bischoffi sont des espèces distinctes.
Darevskia rudis bithynica a été élevée au rang d'espèce sous le nom de Darevskia bithynica, avec Darevskia rudis tristis comme sous-espèce.

## Publications originales
- Arribas, Ilgaz, Kumlutaş, Durmuş, Avci & Üzüm, 2013 : External morphology and osteology of Darevskia rudis (Bedriaga, 1886), with a taxonomic revision of the Pontic and Small-Caucasus populations (Squamata: Lacertidae). Zootaxa, no 3626 (4), p. 401–428.
- Bedriaga, 1886 : Beiträge zur Kenntnis der Lacertiden-Familie (Lacerta, Algiroides, Tropidosaura, Zerzumia, Bettaia). Abhandlungen Senckenbergische Naturforschende Gesellschaft (Frankfurt), vol. 14, p. 17-444 (texte intégral).
- Böhme & Budak, 1977 : Über die rudis-Gruppe des Lacerta saxicola-Komplexes in der Türkei, II (Reptilia: Sauria: Lacertidae). Salamandra, vol. 13 n. 3/4, p. 141-149.
- Darevsky, 1967 : Skal'nye yashcheritzi Kaukaza (Rock lizards of the Caucasus. Systematics, ecology and phylogeny of a polymorphic group of Caucasian lizards from the subgenera Archaeolacerta). Akademiya Nauk SSSR Zoologicheskii Institut, Nauka Leningrad, vol. 1967, p. 3-214.
- Darevsky & Eiselt, 1980 : Neue Felseneidechsen (Reptilia: Lacertidae) aus dem Kaukasus und aus der Turkei. Amphibia-Reptilia, vol. 1, p. 29-40.
- Eiselt & Darevsky, 1991 : Lacerta rudis chechenica ssp.n. aus dem Kaukasus (Reptilia: Lacertidae). Annalen des Naturhistorischen Museums in Wien, vol. 92, p. 15-29.
- Lantz & Cyrén, 1936 : Contribution à la connaissance de Lacerta saxicola Eversmann. Bulletin de la Société zoologique de France (Paris), vol. 61, p. 159-181.